# Charles Jarvis

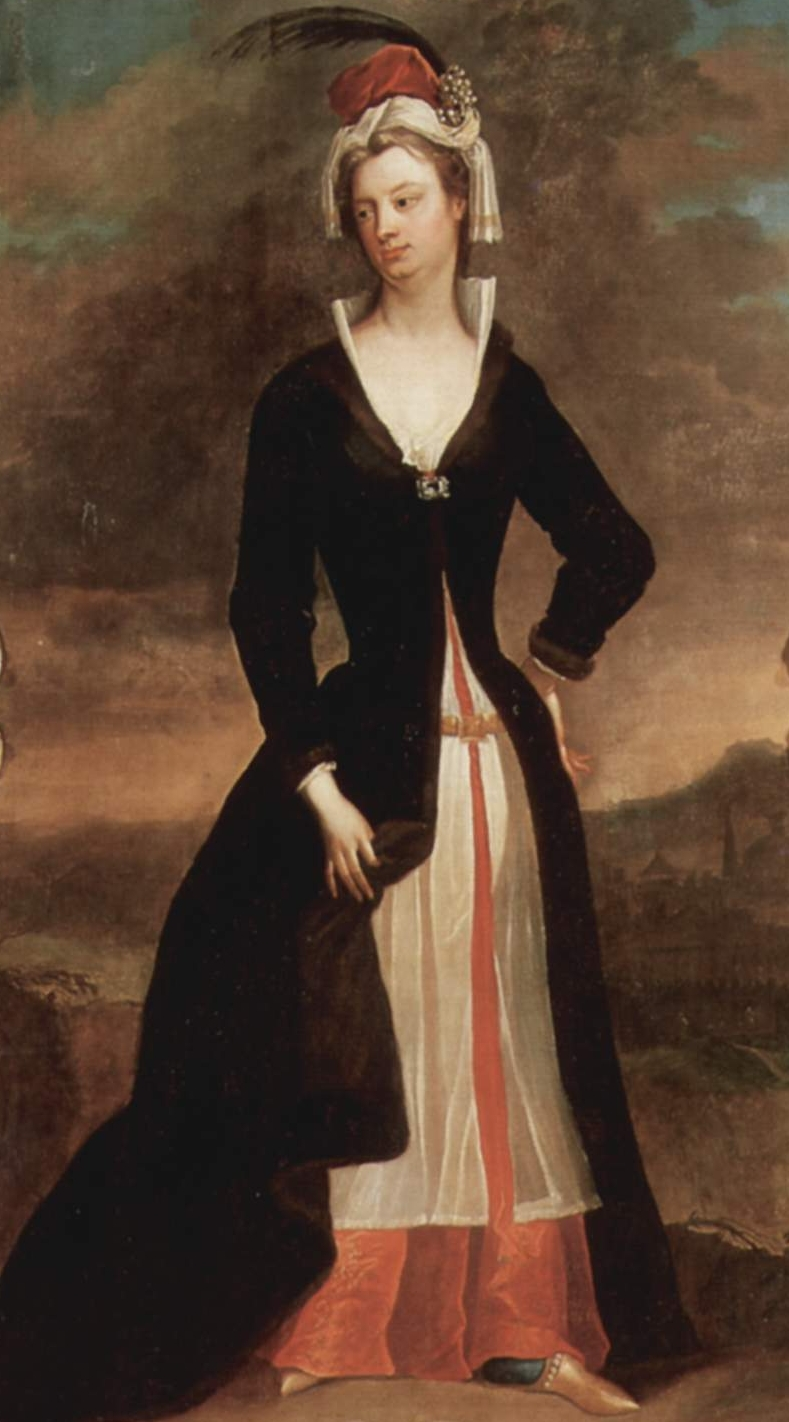
Retrato de Lady Mary Wortley Montagu, de Charles Jarvis.

Charles Jervas, o Jarvis (Condado de Offaly, ¿1675?-Londres, 1739), fue un pintor, hispanista, cervantista y traductor irlandés.
Estudió en Londres y estuvo al servicio de Sir Godfrey Kneller entre 1694 y 1695. Después de hacer una serie de copias de Rafael para el doctor George Clarke y el Colegio de Todas las Almas en Oxford alrededor de 1698, viajó a París y Roma, costeado por Clarke y otros mecenas, y volvió a Londres en 1708, revelándose como un cotizado retratista, a quien se deben algunas de las efigies más conocidas de los escritores Jonathan Swift y Alexander Pope, por ejemplo. 
Su Don Quijote vio la luz en 1742 de forma póstuma; incluye notas y la traducción, debida a John Ozell, de la Vida de Cervantes de Gregorio Mayáns y Siscar, así como ilustraciones de Vanderbank. Su versión es más exacta que la de Thomas Shelton, pero carece de su estro y vivacidad.
- Datos: Q728482
- Multimedia: Charles Jervas / Q728482